# Араркцян, Бабкен Гургенович
Бабке́н Гурге́нович Араркця́н (арм. Բաբկեն Գուրգենի Արարքցյան; 16 сентября 1944, Ереван — 12 декабря 2023) — бывший председатель Национального собрания Армении с 1991 по 1998 годы. Исследователь рек, озёр и иных водоёмов.

## Образование
- 1951—1961 — Ереванская средняя школа № 55.
- 1961—1963 — учился на механико-математическом факультете Ереванского государственного университета, откуда перевёлся на механико-математический факультет МГУ.
- 1963—1966 — Московский государственный университет. Математик.
- 1966—1968 — аспирантура института математики Академии наук СССР. Кандидат физико-математических наук, доцент (1972). Автор более 30 научных статей.
- 1968—1971 — работал в вычислительном центре НАН Армянской ССР, а с 1971—1975 — в математическом центре НАН Армянской ССР.
- 1975—1977 — работал в институтах информатизации новейших технологий Армянской ССР.
- 1970—1990 — доцент, заведующий кафедрой математики Ереванского государственного университета.
- С 1988 — член комитета «Карабах», а с декабря 1988 по май 1989 — был арестован, вместе с другими членами комитета.
- 1990—1991 — заместитель председателя Верховного совета Армянской ССР/Республики Армения.
- 1991—1995 — председатель Верховного совета Республики Армения.
- С 1993 — член высшего Черноморского совета, а в 1995 — председатель.
- 1994—1995 — председатель-учредитель Конституционной комиссии Верховного совета Республики Армения.
- 1995—1998 — избран спикером парламента Армении. Член правления «АОД».
- С 1998 — руководитель центра демократии и развития гражданского общества «Армат».